# Narnia snowi
Narnia snowi är en insektsart som beskrevs av Van Duzee 1906. Narnia snowi ingår i släktet Narnia och familjen bredkantskinnbaggar. Inga underarter finns listade i Catalogue of Life.